# GoldenEye 007 (1997)
GoldenEye 007 is een first-person shooter voor de Nintendo 64 gebaseerd op de James Bondfilm GoldenEye. Het spel werd ontwikkeld door Rare en kwam uit in 1997.
Met meer dan acht miljoen verkochte exemplaren over de hele wereld, was het een van de succesvolste games voor de Nintendo 64. De recensies over het spel waren vrijwel unaniem lovend: de singleplayermissies werden geroemd om de gevarieerde opdrachten en de combinatie tussen stealth en actie, terwijl daarnaast de multiplayer-opties voor vier spelers voor een revolutie in de huiskamer zorgden. In lijsten van beste videogames aller tijden staat GoldenEye 007 doorgaans hoog genoteerd.

## Ontwikkeling
GoldenEye 007 was oorspronkelijk gepland als spel voor de Super Nintendo Entertainment System (SNES). Het spel zou een on-rails shooter worden, vergelijkbaar met Virtua Cop. Pas later in de ontwikkeling van het spel werd het een first-person shooter. Het spel is gebaseerd op de James Bondfilm GoldenEye van regisseur Martin Campbell.
GoldenEye 007 was tweeënhalf jaar in ontwikkeling. Door vertragingen hierin kwam het spel verscheidene keren later op de markt dan de bedoeling was geweest. Nintendo wilde dat Rare een multiplayeroptie in het spel zou inbouwen om de kracht van de Nintendo 64 te demonstreren. De multiplayerfunctie bleek later bepalend te zijn voor het succes van het spel.

## Gameplay en Design
Het menu van GoldenEye 007 ziet eruit als een MI6-dossier. De speler heeft vier dossiers om uit te kiezen. De missies kunnen op verschillende moeilijkheidsgraden gespeeld worden: Agent, Secret Agent, 00-Agent en 007. Bij de moeilijkheidsgraad 007 kan pas gespeeld worden als de speler het spel compleet heeft uitgespeeld op 00-Agent. Na het selecteren van de moeilijkheidsgraad krijgt de speler nog een dossier met achtergrondinformatie over de missie en wat de doelstellingen zijn. Er wordt ook commentaar gegeven door MI6-personeel, zoals M, Q en Miss Moneypenny. Hoe hoger de moeilijkheidsgraad, hoe meer doelstellingen de speler krijgt te verwerken tijdens zijn missie.
GoldenEye 007 was een van de eerste first-person shooters waarin de mate van schade afhankelijk was van het lichaamsdeel dat geraakt werd. In het spel lopen ook vijanden met een pet op die van het hoofd van de tegenstander afgeschoten kan worden. Bijna elke tegenstander kan worden gedood met één schot in het hoofd.
Als een missie volbracht is, kan de speler kiezen of hij wil doorgaan naar de volgende missie of de missie over wil spelen in dezelfde of in een andere moeilijkheidsgraad. In elke missie kan er ook een bepaalde "cheat" worden vrijgespeeld door bijvoorbeeld een bepaald level in een bepaalde tijd uit te spelen. Zo krijgt een speler die de Facility-missie op 00-Agent-niveau binnen een bepaalde tijd uitspeelt de Onsterfelijkheid-cheat.

## Missies
Missie 1: Arkangelsk
- Dam
- Facility
- Runway

Missie 2: Severnaya
- Surface
- Bunker

Missie 3: Kirghizstan
- Silo

Missie 4: Monte Carlo
- Frigate

Missie 5: Severnaya
- Surface 2
- Bunker 2

Missie 6: St.Petersburg
- Statue
- Archives
- Streets
- Depot
- Train

Missie 7: Cuba
- Jungle
- Control
- Caverns
- Cradle

Bonusmissies
In Goldeneye 007 zijn er na het uitspelen van de 18 basismissies ook nog twee bonusmissies te spelen; Aztec en Egyptian.

## Ontvangst
Het spel werd ook door de spelbladen en websites goed ontvangen. Van het gametijdschrift Electronic Gaming Monthly kreeg het spel een 9,37 op een maximum van 10 en van het gametijdschrift Edge kreeg het spel een 9.
Van de gamewebsites IGN.com en GameSpot kreeg het spel respectievelijk een beoordeling van 9,8 en 9,9.
Goldeneye 007 heeft ook verschillende prijzen in de wacht gesleept. Op de eerste gehouden Interactive Achievement Awards won het de prijs voor Console Action Game of the Year, Console Game of the Year, Interactive Title of the Year en Oustanding Achievement in Software engineering. Op de BAFTA Interactive Awards won het een prijs in de categorie Games Award.
In een opiniepeiling in januari 2000 beoordeelden lezers van het langlopende Britse gametijdschrift Computer and Video Games Goldeneye 007 als het beste van 'The Hundred Greatest Video Games'. In een opiniepeiling in 2005 van de website GameFAQs over de beste games ooit eindigde Goldeneye 007 op de zevende plek.